# 弗萊徹半島
弗萊徹半島是南極洲的半島，位於埃爾斯沃思地，處於阿博特冰架和韋納伯冰架之間，美國地質調查局根據測量和美國海軍空中照片把該冰架繪入地圖。
72°45′S 88°50′W / 72.750°S 88.833°W